# Micro-région de Komárom
La micro-région de Komárom (en hongrois : komáromi kistérség) est une micro-région statistique hongroise rassemblant plusieurs localités autour de Komárom.